# منزل الحاج رشيد
منزل الحاج رشيد (بالفارسية: خانه حاج رشید) هو منزل تاريخي يعود إلى عصر القاجاريون، ويقع في مقاطعة سيرجان.